# Nymphoides minor
Nymphoides minor är en vattenklöverväxtart som först beskrevs av David Don och George Don jr, och fick sitt nu gällande namn av S.Gupta, A.Mukherjee och M.Mondal. Nymphoides minor ingår i släktet sjögullssläktet, och familjen vattenklöverväxter. Inga underarter finns listade i Catalogue of Life.